# Дзаваттари (семья художников)
Это личная страница участника русской Википедии.
Это не энциклопедическая статья.
Если вы видите эту страницу не на сайте русской Википедии (ru.wikipedia.org или ru.m.wikipedia.org), то вы просматриваете зеркало сайта. Это означает, что эта страница могла устареть, и человек, которому принадлежит эта страница, может не иметь какого-либо отношения к другим проектам, кроме Википедии.
Оригинал страницы находится по адресу ru.wikipedia.org/wiki/Участник:Дзаваттари_(семья_художников).

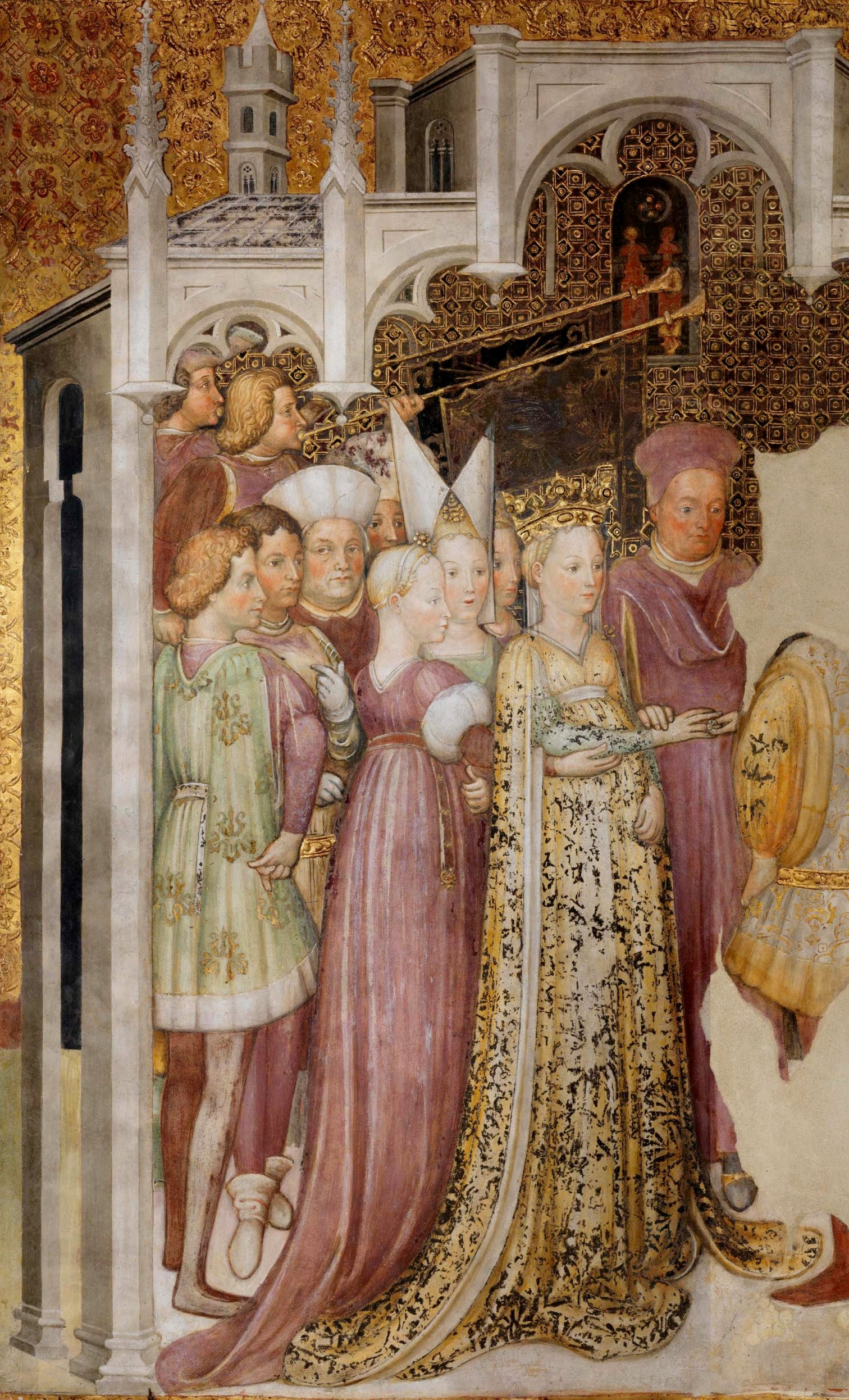
Фрагмент фрески в капелле Теодолинды собора Монцы

Дзаваттари (итал. Zavattari) — семья итальянских живописцев, работавших в Ломбардии с начала XV до середины XVI века.
Множество записей о художниках Дзаваттари содержится в архивах Фабрики Миланского собора. Первое упоминание относится к Кристофоро ди Франческо Дзаваттари, работавшему в Милане в 1404—1409 годах (умер до 24 января 1414 года). Его сын Франческино ди Кристофоро Дзаваттари (умер в 1453—1457) не позднее 1414 года начал работать в Миланском соборе, где ему заказали витражи со сценами из Нового Завета.
У Франческино было трое сыновей-живописцев: Джованни (работавший в 1441—1481 годах), Грeгорио (работавший в Милане и Павии в 1453—1481 годах), и Амброджо (работавший в Милане и Павии в 1453—1481 годах). Сыновья Джованни: Франческино II (упоминается в 1459—1509), Гвидо (упоминается в 1461—1520) и Джироламо (упоминается в 1467—1520), также были художниками.
Наиболее важной сохранившейся работой семьи Дзаваттари является цикл фресок из капеллы Теоделинды в соборе Монцы. Расположенные в пяти регистрах, фрески иллюстрируют легенду о королеве лангобардов Теоделинде (VI—VII вв.). Надпись в четвёртом регистре свидетельствует о создании росписи семьёй Дзаваттари в 1444 году. Однако, согласно документам, работа продолжалась до 1446 года, а исполнителями названы Франческино и его сыновья Грегорио и Джованни. Современные исследования показывают, что над фресками работали от двух до четырёх человек. Выполненные в стиле интернациональной готики 45 сцен из жизни королевы уникальны по разнообразию деталей, узорчатых фонов, костюмов, изысканности цветов и обнаруживают влияние таких мастеров, как Джентиле да Фабриано, Мазолино и особенно Пизанелло.
Множество из упомянутых в документах произведений Дзаваттари не сохранилось. Для других атрибуция и датировка вызывают вопросы. Некоторые специалисты приписывают им участие в росписи Палаццо Борромео в Милане. Амброджо, Грегорио и Франческо Дзаваттари считают авторами фрески «Мадонна с младенцем» в трапезной павийской Чертозы. С уверенностью установлено авторство Грегорио для «Мадонны с младенцем» в храме Мадонна деи Мираколи в Корбетте (1475). Большой полиптих, хранящийся в римском замке Святого Ангела, считают работой Амброджо, выполненной в 1444—1450 годах.

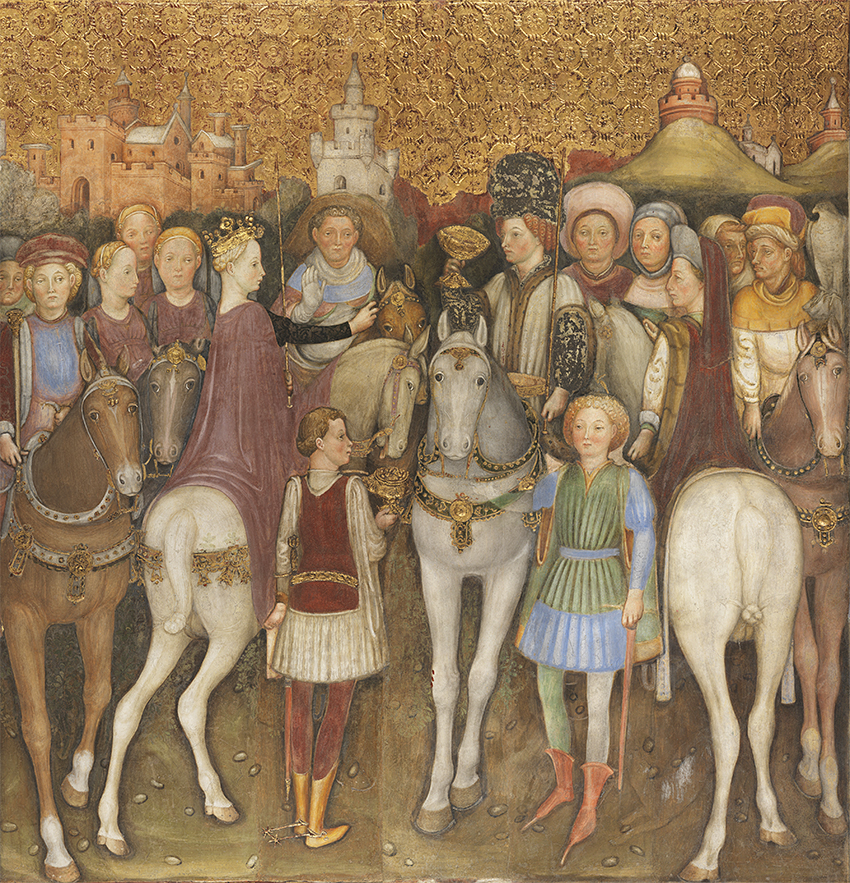
Фрагмент росписи капеллы Теоделинды в Монце. Сцена 26. Встреча Теоделинды и Агилульфа в Ломелло
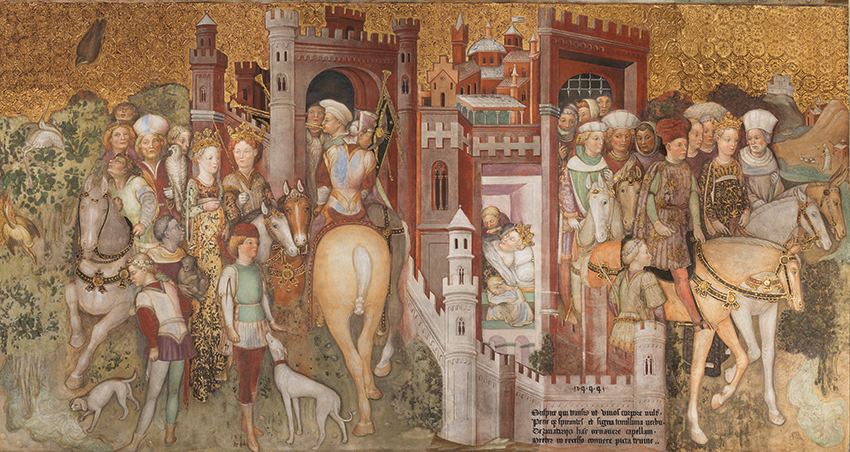
Фрагмент росписи капеллы Теоделинды в Монце. Сцены 31 и 32. Королевская чета отправляется на охоту. Сон Теоделинды. Она отправляется искать место для храма.
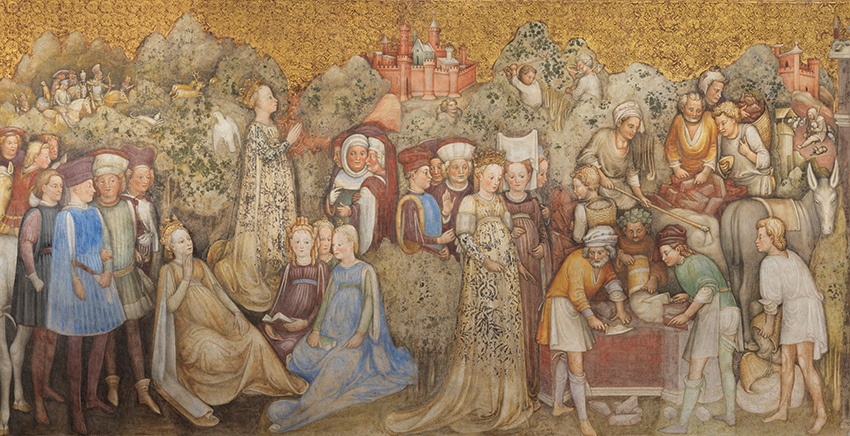
Фрагмент росписи капеллы Теоделинды в Монце. Сцены 33 и 34. Теоделинде является Святой Дух в виде голубя. Закладка первого камня собора в Монце.
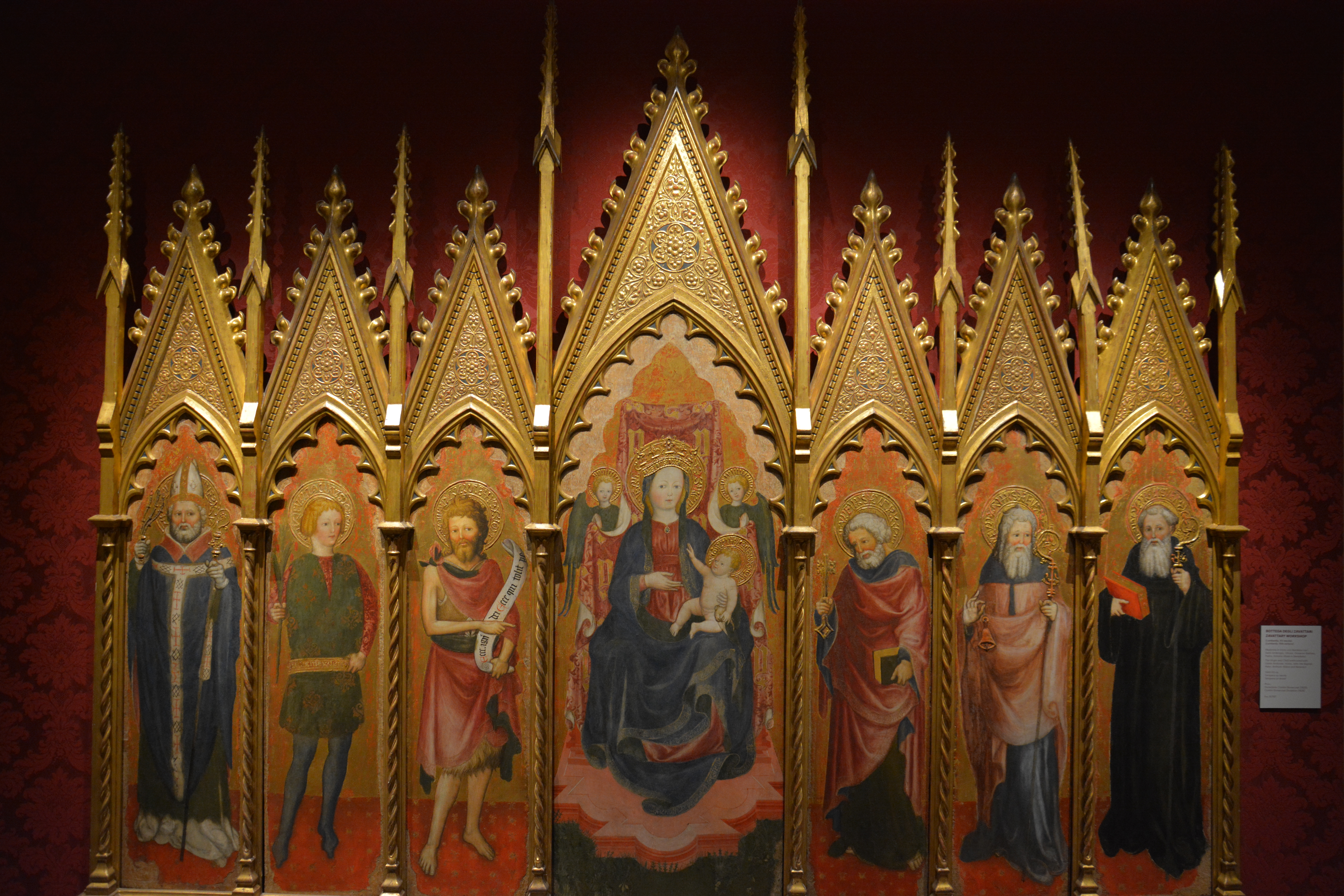
Амброджо Дзаваттари и мастерская. Полиптих. Замок Святого Ангела, Рим.
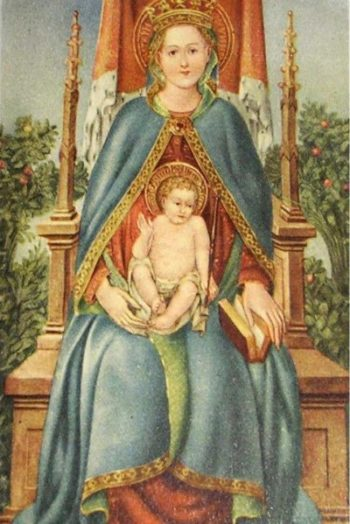
Грегорио Дзаваттари. «Мадонна Корбетта», церковь Мадонна деи Мираколи, Корбетта, Ломбардия